# Kösem (serial)
Kösem (tur. Muhteșem Yüzyıl: Kösem; lit. „Secolul magnific: Kösem”) este un serial turcesc dramatic și istoric, care prezinta era în care a domnit Sultana Kösem. Serialul are premiera originală în Turcia la data de 12 noiembrie 2015 cu denumirea Muhteșem Yüzyıl: Kösem, iar în România la 23 ianuarie 2017 cu denumirea Kösem.

## Sinopsis
Descrierea oficială a serialului:
Serialul recreează, in detaliu, o întreagă lume,  personajul central fiind de această dată sultana Kosem, una dintre cele mai puternice figuri feminine din istoria Imperiului Otoman. Costume și bijuterii spectaculoase, concepute special pentru aceasta magnifică producție, decoruri care recreează palatele și interioarele haremului Sultanei Kosem, scenariștii și consultanții istorici implicați în acest proiect ambițios au făcut din serialul „Kosem” un produs de excepție, difuzat in foarte multe țări, printre care Ungaria, Grecia, Rusia, Indonezia, Lituania, Polonia, teritorii din Africa de Nord etc. Aventurile, intrigile din harem, trădările, crimele și nu in ultimul rând poveștile romantice vor face deliciul fanilor genului și mai ales al celor care au urmărit intens „Suleyman Magnificul: Sub domnia iubirii”. Serialul conține aceleași teme muzicale si interpretări care i-au cucerit în coloana sonoră de la „Suleyman Magnificul”. 
Născută pe o insulă grecească, in 1590 (după unele surse, in 1589), Kosem avea să devină favorita sultanului Ahmed I. In calitate de regentă pentru un timp și apoi mamă de sultan, ea s-a afirmat drept una dintre cele mai puternice femei din istoria Imperiului Otoman. Kosem era renumită pentru acțiunile ei caritabile, dar a fost considerată și cea mai temută sultană-mamă, o veritabilă maestră în intrigi in perioada Sultanatului Femeilor.

## Sezoane
| Sezoane | Program     | Postul-TV    | Difuzare                          | Episoade | Postul-TV       | Difuzare                              | Episoade |
| ------- | ----------- | ------------ | --------------------------------- | -------- | --------------- | ------------------------------------- | -------- |
| 1       | Joi 20:00   | Star TV      | 12 noiembrie 2015 – 9 iunie 2016  | 1–30     | Kanal D România | 23 ianuarie 2017 – 16 martie 2017     | 1–30     |
| 2       | Marți 20:00 | FOX (Turcia) | 18 noiembrie 2016 – 27 iunie 2017 | 31–60    | Kanal D România | 25 septembrie 2017 – 19 ianuarie 2018 | 31–73    |

## Distribuția

### Familia Sultanului
| Numele Actorului                            | Numele personajului                  | Descriere | Sezoane | Rol                     |
| ------------------------------------------- | ------------------------------------ | --- | ------- | ----------------------- |
| Nurgül Yeșilçay                             | Mahpeyker/Kösem Sultan               | Consoarta favorită (Haseki Sultan) și mai târziu soția legală a sultanului Ahmed I, mama multora dintre copii săi. Sultana-mamă (Valide Sultan) și regentă în timpul domniei a celor doi fii și a unui nepot. | 2       | Principal               |
| Beren Saat                                  | Mahpeyker/Kösem Sultan               | Consoarta favorită (Haseki Sultan) și mai târziu soția legală a sultanului Ahmed I, mama multora dintre copii săi. Sultana-mamă (Valide Sultan) și regentă în timpul domniei a celor doi fii și a unui nepot. | 1       | Principal               |
| Anastasia Tsilimpiou                        | Mahpeyker/Kösem Sultan               | Consoarta favorită (Haseki Sultan) și mai târziu soția legală a sultanului Ahmed I, mama multora dintre copii săi. Sultana-mamă (Valide Sultan) și regentă în timpul domniei a celor doi fii și a unui nepot. | 1       | Principal               |
| Hülya Avșar                                 | Safiye Sultan                        | Văduva sultanului Murad al III-lea, Valide Sultan și mama lui Sultan Mehmed III, bunica sultanului Ahmed | 1       | Principal               |
| Ekin Koç                                    | Sultanul Ahmed I                     | Al 14-lea Sultan al Imperiului Otoman, fiul Sultanului Mehmed al III-lea și a sultanei Handan | 1       | Principal               |
| Tülin Özen                                  | Handan Sultan                        | Sultana-mamă (Valide Sultan) și mama sultanului Ahmed, văduva sultanului Mehmed al III-lea | 1       | Principal               |
| Aslıhan Gürbüz                              | Halime Sultan                        | Văduva sultanului Mehmed al III-lea, mama prințului Mahmud, sultanei Dilruba și a sultanului Mustafa I, devenind sultana-mamă (Valide Sultan) în timpul domniei fiului ei                                     | 1       | Principal               |
| Berk Cankat                                 | İskender/Șehzade Yahya               | Fiul adoptiv al unui fierar austriac și uncenic la școala de cadeți a ienicerilor, Fiul sultanului Murad al III-lea și a sultanei Safiyei, unchiul lui Ahmed, îndragostit de Kösem                            | 1       | Principal               |
| Vildan Atasever                             | Hümașah Sultan                       | Fiica cea mare a sultanului Murad al III-lea și a Safiye Sultan, mătușa lui Ahmed, soția/văduvă lui Hasan Pașa și mai târziu al lui Zülfikar Pașa                                                             | 1       | Principal               |
| Gülcan Arslan                               | Fahriye Sultan                       | Fiica sultanului Murad al III-lea și a sultanei Safiye, mătușa lui Ahmed, îndrăgostită de Mehmed Giray, și mai târziu devine soția lui Derviș Pașa                                                            | 1       | Principal               |
| Melisa Ilayda Ozcanik                       | Dilruba Sultan                       | Singura fiică a sultanului Mehmed al III-lea și a sultanei Halime, sora sultanului Ahmed I și a sultanului Mustafa I, soția lui Kara Davud Pașa                                                               | 1       | Secundar                |
| Öykü Karayel                                | Dilruba Sultan                       | Singura fiică a sultanului Mehmed al III-lea și a sultanei Halime, sora sultanului Ahmed I și a sultanului Mustafa I, soția lui Kara Davud Pașa                                                               | 1       | Principal               |
| Cüneyt Uzunlar                              | Sultanul Mustafa I                   | Al 15-lea sultan al Imperiului Otoman, fiul sultanului Mehmed al III-lea și a sultanei Halime | 2       | Secundar                |
| Boran Kuzum                                 | Sultanul Mustafa I                   | Al 15-lea sultan al Imperiului Otoman, fiul sultanului Mehmed al III-lea și a sultanei Halime | 1       | Principal               |
| Alihan Türkdemir (Copil)                    | Sultanul Mustafa I                   | Al 15-lea sultan al Imperiului Otoman, fiul sultanului Mehmed al III-lea și a sultanei Halime | 1       | Secundar                |
| Taner Ölmez                                 | Sultanul Osman al II-lea             | Al 16-lea sultan al Imperiului Otoman, fiul sultanului Ahmed și a sultanei Mahfiruze, fiul vitreg a lui Kösem                                                                                                 | 1       | Principal               |
| Taner Ölmez                                 | Sultanul Osman al II-lea             | Al 16-lea sultan al Imperiului Otoman, fiul sultanului Ahmed și a sultanei Mahfiruze, fiul vitreg a lui Kösem                                                                                                 | 2       | Apariție într-un episod |
| Burak Dakak                                 | Prințul Mehmed                       | Primul fiu al sultanului Ahmed și a sultanei Kösem | 1       | Principal               |
| Dilara Aksüyek                              | Mahfiruze Sultan                     | A doua consoartă a sultanului Ahmed, mama prințului și ulterior sultanului Osman al II-lea | 1       | Secundar                |
| Beste Kökdemir                              | Meleksima Sultan                     | Consoarta favorită sultanului Osman al II-lea și mama prințului Ömer | 1       | Secundar                |
| Bahar Selvi                                 | Akile Hanım                          | Soția legală a sultanului Osman al II-lea, mama sultanei Zeynep și a prințului Mustafa (fiul lui Osman) | 1       | Secundar                |
| Sude Zulal Güner                            | Ayșe Sultan                          | Prima fiică a sultanului Ahmed și a lui sultanei Kösem, văduva lui Nasuh Pașa | 1       | Secundar                |
| Balim Gayebayrak                            | Fatma Sultan                         | A doua fiică a sultanului Ahmed și a sultanei Kösem | 1       | Secundar                |
| Çağan Efe Ak (Prinț)                        | Sultanul Murad al IV-lea             | Al 17-lea sultan al Imperiului Otoman, fiul al doilea născut al sultanului Ahmed și a sultanei Kösem. | 1       | Secundar                |
| Metin Akdülger (Sultan)                     | Sultanul Murad al IV-lea             | Al 17-lea sultan al Imperiului Otoman, fiul al doilea născut al sultanului Ahmed și a sultanei Kösem. | 2       | Principal               |
| Boran Bağcı (Sultan, în perioada tinereții) | Sultanul Murad al IV-lea             | Al 17-lea sultan al Imperiului Otoman, fiul al doilea născut al sultanului Ahmed și a sultanei Kösem. | 2       | Apariție într-un episod |
| Farah Zeynep Abdullah                       | Farya Sultan/ Farya Bethlen          | Soția legală a sultanului Murad al IV-lea, mama prinților Selim și Süleyman, fiica principelui transilvănean Gabriel Bethlen and Catherine de Brandenburg                                                     | 2       | Principal               |
| Leyla Feray                                 | Ayșe Sultan (Soția sultanului Murad) | Haseki Sultan și soția sultanului Murad al IV-lea, mama prințului Ahmed, a Hanzade Sultan și Ismihan Kaya Sultan                                                                                              | 2       | Principal               |
| Ayça Kuru                                   | Gülbahar Sultan                      | Consoarta sultanului Ahmed, mama prințului Bayezid | 1       | Secundar                |
| Sibel Tașçioğlu                             | Gülbahar Sultan                      | Consoarta sultanului Ahmed, mama prințului Bayezid | 2       | Principal               |
| Berk Pamir                                  | Prințul Bayezid                      | Fiul sultanului Ahmed și a sultanei Gülbahar. | 1       | Secundar                |
| Yiğit Uçan                                  | Prințul Bayezid                      | Fiul sultanului Ahmed și a sultanei Gülbahar. | 2       | Principal               |
| Eymen Kaan                                  | Prințul Kasım                        | Fiul al treilea născut al sultanului Ahmed și a sultanei Kösem. | 1       | Secundar                |
| Doğaç Yıldız                                | Prințul Kasım                        | Fiul al treilea născut al sultanului Ahmed și a sultanei Kösem. | 2       | Principal               |
| Çağla Naz Kargı                             | Gevherhan Sultan                     | A treia fiica a sultanului Ahmed și a sultanei Kösem, văduva lui Topal Recep Pașa, îndrăgostită de Silahtar Mustafa                                                                                           | 1       | Secundar                |
| Aslı Tandoğan                               | Gevherhan Sultan                     | A treia fiica a sultanului Ahmed și a sultanei Kösem, văduva lui Topal Recep Pașa, îndrăgostită de Silahtar Mustafa                                                                                           | 2       | Principal               |
| Ece Çeșmioğlu                               | Atike Sultan                         | A patra și fiica mezină a sultanului Ahmed și a sultanei Kösem, sora geamănă a lui Ibrahim, văduva lui Silahtar Mustafa Pașa                                                                                  | 2       | Principal               |
| Rîdvan Aybars Düzey (Prinț)                 | Sultanul Ibrahim I                   | Al 18-lea sultan al Imperiului Otoman, fiul mezin al sultanului Ahmed și a sultanei Kösem, fiind al patrulea născut și frate geamăn cu Atike Sultan.                                                          | 2       | Principal               |
| Tugay Mercan (Sultan)                       | Sultanul Ibrahim I                   | Al 18-lea sultan al Imperiului Otoman, fiul mezin al sultanului Ahmed și a sultanei Kösem, fiind al patrulea născut și frate geamăn cu Atike Sultan.                                                          | 2       | Principal               |
| Hande Doğandemir                            | Turhan Sultan                        | Haseki Sultan și consoarta sultanului Ibrahim I, mama sultanului Mehmed al IV-lea și Beyhan Sultan. Sultana-mamă și regentă a fiului său după moartea sultanei Kösem                                          | 2       | Principal               |
| Müge Boz                                    | Hümașah Sultan                       | Haseki Sultan, consoarta favorită și soția legală a sultanului Ibrahim, mama prințului Orhan | 2       | Secundar                |
| Ece Güzel                                   | Dilașub Sultan                       | Haseki Sultan și consoarta sultanului Ibrahim, mama prințului și viitorului sultan Suleiman al II-lea | 2       | Secundar                |
| Firuze Gamze Aksu                           | Muazzez Sultan                       | Haseki Sultan și consoarta sultanului Ibrahim, mama prințului și viitorului sultan Ahmed al II-lea | 2       | Secundar                |

## Legături externe
- Kösem la Internet Movie Database
- Muhteșem Yüzyıl: Kösem – Official Website
- Muhteșem Yüzyıl: Kösem at FOX
- Muhteșem Yüzyıl: Kösem Official YouTube channel